# Jez Itaipu
Jez Itaipu, portugalsko Itaipu, špansko Itaipú;  je hidroelektrični jez na reki Parana lociran na meji med Brazilijo in Paragvajem. Ime je dobil po otočku v bližini. Jez je plod sodelovanja Brazilije in Paragvaja. Z deli so začeli leta 1970, odprli so ga 4. maja 1984. Cena izgradnje je bila približno 20 milijard ameriških dolarjev.
Moč elektrarne je 14.000 MW, vendar lahko hkrati obratuje največ 18 turbin (12.600 MW). Hidroeleketrarna je druga največja elektrarn na svetu (stanje 2021) s proizvodnjo 98,3 TWh leta 2012 in 98,6 TWh leta 2013, malce več kot Jez treh sotesk, ki pa ima občutno večjo nazivno moč (22.500 MW).
Jez Itaipu generira 90% električne energije v Paragvaju in 19% v Braziliji. 10 turbin generira 50 Hz (kot v Evropi) izmenični tok za Paragvaj, 10 pa 60 Hz za Brazilijo, vendar večina elektrike porabi v Braziliji. 800 kilometrov dolgi 600 kV visokonapetostni daljnovodi  vodijo elektriko v regijo São Paulo/Rio de Janeiro, kjer se spremeni v 60 Hz izmenični tok.

## Zgodovina

### Pogajanja med Brazilijo in Paragvajem
Koncept elektrarne Itaipu je bil rezultat resnih pogajanj med državama v 1960-ih. »Ata do Iguaçu« (zakon Iguasuju) sta 22. julija 1966 podpisala brazilski in paragvajski zunanji minister Juracy Magalhães in Raúl Sapena Pastor. To je bila skupna izjava o skupnem interesu za preučevanje izkoriščanja vodnih virov, ki sta si jih državi delili na odseku reke Paraná in sicer od, vključno Salto de Sete Quedas, do porečja reke Iguasu. Pogodba o izvoru elektrarne je bila podpisana leta 1973.
Pogoji pogodbe, ki poteče leta 2023, so bili v Paragvaju predmet širokega nezadovoljstva. Vlada predsednika Luga se je zavezala, da se bo ponovno pogajala o pogojih pogodbe z Brazilijo, ki je dolgo ostala sovražna do kakršnih koli ponovnih pogajanj.
Leta 2009 se je Brazilija strinjala s pravičnejšim plačevanjem električne energije Paragvaju in mu dovolila tudi prodajo odvečne energije neposredno brazilskim podjetjem, namesto izključno prek brazilskega monopola za električno energijo.

### Začetek del
Leta 1970 je konzorcij, ki so ga ustanovili podjetji ELC Electroconsult S.p.A. (iz Italije) in IECO (iz ZDA) , zmagal na mednarodnem natečaju za izvedbo študij izvedljivosti in izdelavo gradbenega projekta. Študije projekta so se začele februarja 1971. 26. aprila 1973 sta Brazilija in Paragvaj podpisali pogodbo Itaipu, pravni instrument za hidroenergetsko izkoriščanje reke Paraná s strani obeh držav. 17. maja 1974 je bila ustanovljena enota Itaipu Binacional za upravljanje gradnje elektrarne. Gradnja se je začela januarja naslednjega leta. Prvi električni avtomobil v Braziliji (in Latinski Ameriki) je bil predstavljen konec leta 1974; v počastitev projekta je prejel ime Itaipu.

### Preusmeritev reke Paraná
14. oktobra 1978 je reka Paraná spremenila svojo pot, kar je omogočilo, da se je del struge posušil, da je bilo tam mogoče zgraditi jez.

### Sporazum med Brazilijo, Paragvajem in Argentino
Pomembna diplomatska poravnava je bila dosežena s podpisom tripartitnega sporazuma Acordo med Brazilijo, Paragvajem in Argentino 19. oktobra 1979. Ta sporazum je določil dovoljene gladine rek in koliko se lahko spremeni zaradi različnih hidroelektrarn na razvodju ki so si ga delile tri države. Takrat so trem državam vladale vojaške diktature. Argentina je bila zaskrbljena, da bi lahko Brazilija v primeru konflikta odprla zapornice, dvignila nivo vode v Río de la Plata in posledično poplavila glavno mesto Buenos Aires.

### Nastanek jezera
Akumulacija se je začela oblikovati 13. oktobra 1982, ko so bila jezovna dela zaključena in zapornice stranskega kanala zaprte. V tem obdobju so močno deževje in poplave pospešili polnjenje zbiralnika, ko se je voda 27. oktobra dvignila za 100 metrov in dosegla zapornico preliva.

### Začetek obratovanja
5. maja 1984 je v Itaipu začel delovati prvi generator. Prvih 18 enot je bilo nameščenih po dve do tri na leto; zadnji dve od njih sta začeli delovati leta 1991.

### Razširitev zmogljivosti
Zadnja dva od 20 električnih blokov sta začela obratovati septembra 2006 in marca 2007, s čimer sta dvignili instalirano moč na 14 GW in dokončali elektrarno. To povečanje zmogljivosti omogoča trajno delovanje 18 generatorskih enot, dve pa sta zaradi vzdrževanja izklopljeni. Zaradi klavzule v pogodbi, podpisani med Brazilijo, Paragvajem in Argentino, največje število proizvodnih enot, ki smejo obratovati hkrati, ne sme presegati 18 (za več informacij glejte poglavje o sporazumu).
Nazivna moč vsake proizvodne enote (turbine in generatorja) je 700 MW. Ker pa je višina (razlika med nivojem zbiralnika in gladino reke na dnu jeza), ki se dejansko pojavi, višja od načrtovane višine (118 m), razpoložljiva moč presega 750 MW polovice časa za vsako generator. Vsaka turbina proizvede približno 700 MW; za primerjavo, vsa voda iz Iguasujskih slapov bi lahko napajala le dva generatorja.

## Gradnja
- Potrebno je bilo spremeniti tok sedme največje reke na svete Parana in premakniti 50 milijonov ton zemlje in skal.
- Z betonom uporabljenim v konstrukciji, bi lahko zgradili 210 nogometnih stadionov, kot je Marakana v Rio de Janeiru.
- Z uporabljenim železom in jeklom bi lahko zgradili 380 Eiffelovih stolpov.
- Volumen izkopa je 8,5 krat večji kot pri podmorskem predoru med Francijo in Veliko Britanijo, uporaba betona 15 krat večja.
- Okrog 40.000 tisoč ljudi je gradilo jez.
- Itaipu je ena izmed najdražjih zgradb kdaj koli zgrajenih.
- Dolžina jezu je 7235 m. V bistvu so štirje jezovi združeni v enega.
- Dolžina odtoka je 483 metrov.
- Maks. tok vode na odtoku je 62,2 tisoč kubičnih metrov na sekundo, približno 40x več kot Iguasujski slapovi v bližini.
- Dve turbini 700 MW porabita toliko vode kot Iguasujski slapovi.
- Če bi namesto hidroelektrarne zgradili termoeleketrarno na nafto, bi porabili vsak dan 434 000 sodčkov nafte.
- Jez je 196 visok, kot 65 nadstropna stavba[9]
- Elektrika iz jezu Itaipu je 55 % bolj poceni kot drugi viri elektriki v bližini.

## Tehnične značilnosti
- Jez

- Tip jezu: mešan gravitacijski in vgradni
- Reka: Parana
- Dolžina:	7.919 m
- Višina:	196 m
- Volumen jezu: 12 300 000 m³
- Kapaciteta odtoka: 62.200 m³/s

- Akumulacijsko jezero

- Kapaciteta: 29 000 000 000 m³
- Porečje:	1 350 000 km²
- Površina: 1350 km²
- Maks. dolžina:	170 km
- Maks. širina: 12 km

- Elektrarna

- Število turbin: 20
- Moč turbin:  700 MW vsaka
- Vrsta turbine: Fancisova turbina
- Nazivna moč (skupaj): 14 GW
- Letna proizvodnja elektrike: 98,2 TWh (2012)

## November 2009 - izpad električne energije
10. novembra 2009 je bil prenos iz elektrarne popolnoma prekinjen, verjetno zaradi nevihte, ki je poškodovala tri visokonapetostne daljnovode. Itaipu sama ni bila poškodovana. To je povzročilo velik izpad električne energije v Braziliji in Paragvaju, za 15 minut je zatemnilo celotno državo Paragvaj, Rio de Janeiro in São Paulo pa za več kot dve uri potopilo v temo. Po poročanju naj bi bilo prizadetih 50 milijonov ljudi. Izpad se je začel ob 22:13 po lokalnem času. Najhuje je prizadel jugovzhod Brazilije. Izpadi električne energije so zajeli tudi notranjost zvezne države Rio Grande do Sul, Santa Catarina, Mato Grosso do Sul, Mato Grosso, notranjost Bahije in dele Pernambuca, so sporočile energetske oblasti. Do 00:30 je bila moč obnovljena na večini območij.

## Čudo modernega sveta
Leta 1994 je Ameriško društvo gradbenih inženirjev izbralo jez Itaipu za eno od sedmih sodobnih svetovnih čudes. Leta 1995 je ameriška revija Popular Mechanics objavila rezultate.

## Družbeni in okoljski vplivi
Ko se je začela gradnja jezu, je bilo zaradi gradnje razseljenih približno 10.000 družin, ki so živele ob reki Paraná.
Največje slapove na svetu po volumnu, slapovi Guaíra, je preplavil novonastali zbiralnik jezu Itaipu. Brazilska vlada je kasneje ukinila narodni park slapovi Guaíra in razstrelila tam potopljeno skalno steno, kar je olajšalo varnejšo plovbo in s tem odpravilo možnost obnove slapov v prihodnosti. Nekaj mesecev preden je bil zbiralnik napolnjen, je 80 ljudi umrlo, ko se je zrušil prenatrpan most s pogledom na slapove, ko so turisti iskali zadnji pogled nanje.
Slapovi Guaíra so bili učinkovita ovira, ki je ločila sladkovodne vrste v zgornjem porečju reke Parana (s številnimi endemičnimi vrstami) od vrst, ki jih najdemo pod njim in sta priznani kot različni ekoregiji. Po izginotju slapov je veliko vrst, ki so bile prej omejene na eno od obeh območij, lahko napadlo drugo, kar povzroča težave, ki so običajno povezane z vnesenimi vrstami. Na primer, več kot 30 vrst rib, ki so bile prej omejene na regijo pod slapovi, je napadlo zgornjo regijo.
Ameriški skladatelj Philip Glass je v čast zgradbi napisal simfonično kantato z imenom Itaipu.
Ekološki koridor Santa Maria zdaj povezuje narodni park Iguasu z zaščitenimi robovi jezera Itaipu in prek teh robov z narodnim parkom Ilha Grande.